# Micaria
Micaria är ett släkte av spindlar som beskrevs av Westring 1851. Micaria ingår i familjen plattbuksspindlar.

## Dottertaxa tillMicaria, i alfabetisk ordning[1][2]
- Micaria aborigenica
- Micaria aciculata
- Micaria aenea
- Micaria albofasciata
- Micaria albovittata
- Micaria alpina
- Micaria alxa
- Micaria belezma
- Micaria bonneti
- Micaria braendegaardi
- Micaria brignolii
- Micaria browni
- Micaria camargo
- Micaria capistrano
- Micaria chrysis
- Micaria cimarron
- Micaria coarctata
- Micaria coloradensis
- Micaria connexa
- Micaria constricta
- Micaria corvina
- Micaria croesia
- Micaria cyrnea
- Micaria delicatula
- Micaria deserticola
- Micaria dives
- Micaria elizabethae
- Micaria emertoni
- Micaria faltana
- Micaria formicaria
- Micaria foxi
- Micaria fulgens
- Micaria funerea
- Micaria gertschi
- Micaria gomerae
- Micaria gosiuta
- Micaria gulliae
- Micaria guttigera
- Micaria guttulata
- Micaria icenoglei
- Micaria idana
- Micaria ignea
- Micaria imperiosa
- Micaria inornata
- Micaria japonica
- Micaria jeanae
- Micaria jinlin
- Micaria koeni
- Micaria kopetdaghensis
- Micaria langtry
- Micaria lassena
- Micaria laticeps
- Micaria lenzi
- Micaria lindbergi
- Micaria logunovi
- Micaria longipes
- Micaria longispina
- Micaria marusiki
- Micaria medica
- Micaria mexicana
- Micaria mongunica
- Micaria mormon
- Micaria nanella
- Micaria nivosa
- Micaria nye
- Micaria otero
- Micaria pallens
- Micaria pallida
- Micaria palliditarsa
- Micaria pallipes
- Micaria palma
- Micaria palmgreni
- Micaria paralbofasciata
- Micaria pasadena
- Micaria porta
- Micaria pulcherrima
- Micaria pulicaria
- Micaria punctata
- Micaria riggsi
- Micaria rossica
- Micaria seminola
- Micaria seymuria
- Micaria silesiaca
- Micaria siniloana
- Micaria sociabilis
- Micaria subopaca
- Micaria tarabaevi
- Micaria tersissima
- Micaria triangulosa
- Micaria triguttata
- Micaria tripunctata
- Micaria tuvensis
- Micaria utahna
- Micaria vinnula
- Micaria violens
- Micaria xiningensis
- Micaria yeniseica
- Micaria yushuensis